# Peracchius durantae
Peracchius durantae es un hemíptero de la familia Aleyrodidae, con una subfamilia: Aleyrodinae.
Peracchius durantae fue descrita científicamente por primera vez por Lima & Racca-Filho en 2005.